# Kenny Roberts, Jr.
Kenneth Lee Roberts Junior (ismertebb nevén Kenny Roberts, Jr.) (Mountain View, Kalifornia, 1973. július 25. –)  korábbi amerikai motorversenyző, egyszeres 500 köbcentiméteres világbajnok. Édesapja, Kenny Roberts szintén motorversenyző, ugyancsak világbajnok.

## Karrierje

### Kezdetek
Az ifjabbik Roberts a MotoGP-ben 1993-ban mutatkozott be, az Amerikai Nagydíjon. Érdekesség, hogy a Laguna Seca-i pályán ekkor még nem csak a királykategória, hanem a kisebb géposztályok is versenyezhettek. Roberts végül a szabadkártyásokhoz képest nagyon előkelő tizedik helyen végzett. 1994-ben már négy futamon vett részt, 1995-ben pedig már teljes szezonra szóló szerződést kapott. Utóbbi két vb-n egyaránt a Marlboro-Yamaha csapatánál versenyzett.

### Team Roberts
Az akkor még 500 köbcentiméteres királykategóriába 1996-ban került fel, és ekkor még mindig a Yamahánál versenyzett. Első szezonjában a 13. helyen végzett, majd a szezon végén a csapat úgy döntött, nem hosszabbítja meg lejáró szerződését. 1997-ben apja csapatához, a Team Robertshez szerződött. Itt két évig versenyzett, és többször kiesett, valamint legtöbbször a pontszerző helyekért kellett harcolnia. 1997-ben tizenhatodik, egy évvel később tizenharmadik lett.

### Suzuki
1999-ben a Suzuki gyári csapatához szerződött. Új csapatával már rögtön az első versenyén győzni tudott, megelőzve többek között a regnáló világbajnok Mick Doohant és a későbbi világbajnok Àlex Crivillét is. Ezt követően a második, japán versenyt is megnyerte, így Doohan első számú kihívójává vált. Később Doohan megsérült, ami, bár később még visszatért, gyakorlatilag pályafutása végét jelentette. Ezt követően Doohan csapattársa, Crivillé és Roberts számítottak a legnagyobb esélyeseknek. A szezon vége felé többször is hibázott, előbb a pole-ból indulva csak tizedik lett, a következő versenyen pedig még a pontszerzésről is lemaradt, csak a huszonkettedik helyen végzett. A világbajnoki címet végül Crivillé szerezte meg, Roberts második lett 47 pont lemaradással.
2000 már meghozta a sikert az amerikai pilóta számára. Ebben az évben Crivillé teljesítménye rendkívül visszaesett, mindössze egy futamot tudott megnyerni, és végül összetettben is csak hetedik lett. Roberts legfőbb kihívói végül két olasz, az újonc Valentino Rossi és a már négyszeres negyedliteres világbajnok Max Biaggi voltak. A rendkívül kiegyensúlyozott idényt, ahol még az ötödik Garry McCoy is három győzelmet aratott, végül 49 pontos előnnyel nyerte Rossi előtt.
Később, bár még öt évet töltött a Suzukinál, nem tudta megközelíteni sem korábbi sikereit. 2001-ben például mindössze egyetlen dobogós helyezés szerepelt a neve mellett, összetettben pedig csak a csalódást keltő tizenegyedik helyen végzett. 2002-ben ugyancsak egy alkalommal állhatott fel a dobogóra. 2003-ban és 2004-ben már dobogóra sem sikerült állnia, legnagyobb sikere 2004-ben, a Brazil Nagydíjon megszerzett pole pozíció volt. A versenyen végül hetedik lett.
Utolsó Suzukis szezonjában hiába szerzett még egy második helyet a Brit Nagydíjon, végül így is csak 13. lett, ugyanis legtöbbször éppen csak befért a pontszerzők közé.

### Ismét édesapja csapatában
A 2006-os évet már ismét apja csapata, a Team Roberts színeiben kezdte meg. Ez volt utolsó sikeres éve, kétszer dobogóra állhatott, mindkétszer harmadik lett, ezenkívül a többi versenyen általában a top 10-ben végzett. Év végén végül hatodik lett, 134 pontot szerezve. 2007-ben már csak a szezon első hét futamán indult. Ezek közül csak kettőn, a katari és a kínai versenyen tudott pontot szerezni, összesen négyet. A többi verseny közül egyen kiesett, a többin pedig a tizenötödiknél rosszabb helyen ért célba, vagyis nem kapott pontot.

## Statisztika

### Évek szerint
| Év       | Géposztály | Motor         | Csapat               | Versenyek | Győzelem | Dobogó | Pole | LKör | Pont | Poz. | Vb |
| -------- | ---------- | ------------- | -------------------- | --------- | -------- | ------ | ---- | ---- | ---- | ---- | -- |
| 1993     | 250 cm³    | Yamaha TZR250 | Yamaha-Team Roberts  | 1         | 0        | 0      | 0    | 0    | 6    | 27.  | 0  |
| 1994     | 250 cm³    | Yamaha TZR250 | Yamaha-Team Roberts  | 4         | 0        | 0      | 0    | 0    | 23   | 18.  | 0  |
| 1995     | 250 cm³    | Yamaha TZR250 | Yamaha-Team Roberts  | 13        | 0        | 0      | 0    | 0    | 82   | 8.   | 0  |
| 1996     | 500 cm³    | Yamaha YZR500 | Yamaha-Team Roberts  | 13        | 0        | 0      | 0    | 0    | 69   | 13.  | 0  |
| 1997     | 500 cm³    | Modenas KR3   | Modenas-Team Roberts | 15        | 0        | 0      | 0    | 0    | 37   | 16.  | 0  |
| 1998     | 500 cm³    | Modenas KR3   | Modenas-Team Roberts | 13        | 0        | 0      | 0    | 0    | 59   | 13.  | 0  |
| 1999     | 500 cm³    | Suzuki RGV500 | Suzuki GP            | 16        | 4        | 8      | 5    | 5    | 220  | 2.   | 0  |
| 2000     | 500 cm³    | Suzuki RGV500 | Suzuki GP            | 16        | 4        | 9      | 4    | 3    | 258  | 1.   | 1  |
| 2001     | 500 cm³    | Suzuki RGV500 | Suzuki GP            | 16        | 0        | 1      | 0    | 0    | 97   | 11.  | 0  |
| 2002     | MotoGP     | Suzuki GSV-R  | Suzuki MotoGP        | 15        | 0        | 1      | 0    | 0    | 99   | 9.   | 0  |
| 2003     | MotoGP     | Suzuki GSV-R  | Suzuki MotoGP        | 13        | 0        | 0      | 0    | 0    | 22   | 19.  | 0  |
| 2004     | MotoGP     | Suzuki GSV-R  | Suzuki MotoGP        | 12        | 0        | 0      | 1    | 0    | 37   | 18.  | 0  |
| 2005     | MotoGP     | Suzuki GSV-R  | Suzuki MotoGP        | 14        | 0        | 1      | 0    | 0    | 63   | 13.  | 0  |
| 2006     | MotoGP     | KR211V        | Team Roberts         | 17        | 0        | 2      | 0    | 1    | 134  | 6.   | 0  |
| 2007     | MotoGP     | KR212V        | Team Roberts         | 7         | 0        | 0      | 0    | 0    | 4    | 24.  | 0  |
| Összesen |            |               |                      | 185       | 8        | 22     | 10   | 9    | 1210 |      | 1  |

## Teljes MotoGP-eredménylistája
(Táblázat értelmezése)

(Félkövér: pole-pozícióból indult; dőlt: leggyorsabb kört futott) 

| Év   | Géposztály | Motor   | 1       | 2       | 3       | 4       | 5       | 6       | 7       | 8       | 9       | 10      | 11      | 12      | 13      | 14     | 15      | 16      | 17    | 18    | Poz. | Pont |
| ---- | ---------- | ------- | ------- | ------- | ------- | ------- | ------- | ------- | ------- | ------- | ------- | ------- | ------- | ------- | ------- | ------ | ------- | ------- | ----- | ----- | ---- | ---- |
| 1993 | 250 cm³    | Yamaha  | AUS -   | MAL -   | JPN -   | SPA -   | AUT -   | GER -   | NED -   | EUR -   | RSM -   | GBR -   | CZE -   | ITA -   | USA 10  | FIM -  |         |         |       |       | 27.  | 6    |
| 1994 | 250 cm³    | Yamaha  | AUS -   | MAL -   | JPN -   | SPA -   | AUT -   | GER -   | NED -   | ITA -   | FRA -   | GBR -   | CZE RET | USA 8   | ARG 6   | EUR 11 |         |         |       |       | 18.  | 23   |
| 1995 | 250 cm³    | Yamaha  | AUS 7   | MAL 9   | JPN RET | SPA RET | GER 4   | ITA 6   | NED 5   | FRA 6   | GBR RET | CZE 8   | BRA 13  | ARG RET | EUR 5   |        |         |         |       |       | 8.   | 82   |
| 1996 | 500 cm³    | Yamaha  | MAL -   | INA -   | JPN 12  | SPA 6   | ITA 10  | FRA RET | NED 5   | GER 5   | GBR RET | AUT RET | CZE 4   | IMO 10  | CAT RET | BRA 13 | AUS 11  |         |       |       | 13.  | 69   |
| 1997 | 500 cm³    | Modenas | MAL RET | JPN RET | SPA 18  | ITA RET | AUT RET | FRA RET | NED 8   | IMO 17  | GER RET | BRA RET | GBR 11  | CZE 9   | CAT 8   | INA 9  | AUS 14  |         |       |       | 16.  | 37   |
| 1998 | 500 cm³    | Modenas | JPN 11  | MAL 11  | SPA 9   | ITA RET | FRA 13  | MAD INJ | NED 9   | GBR RET | GER 6   | CZE 10  | IMO 14  | CAT 10  | AUS 10  | ARG 11 |         |         |       |       | 13.  | 59   |
| 1999 | 500 cm³    | Suzuki  | MAL 1   | JPN 1   | SPA 13  | FRA RET | ITA 5   | CAT 6   | NED 2   | GBR 8   | GER 1   | CZE 3   | IMO 6   | VAL 2   | AUS 10  | RSA 22 | BRA 3   | ARG 1   |       |       | 2.   | 220  |
| 2000 | 500 cm³    | Suzuki  | RSA 6   | MAL 1   | JPN 2   | SPA 1   | FRA 6   | ITA 6   | CAT 1   | NED RET | GBR 2   | GER 3   | CZE 4   | POR 2   | VAL 2   | BRA 6  | PAC 1   | AUS 7   |       |       | 1.   | 258  |
| 2001 | 500 cm³    | Suzuki  | JPN 7   | RSA 7   | SPA 7   | FRA 6   | ITA RET | CAT RET | NED 6   | GBR 8   | GER 9   | CZE RET | POR 6   | VAL 3   | PAC 8   | AUS 15 | MAL RET | BRA 16  |       |       | 11.  | 97   |
| 2002 | MotoGP     | Suzuki  | JPN RET | RSA RET | SPA 8   | FRA 5   | ITA RET | CAT 7   | NED 6   | GBR 14  | GER INJ | CZE 11  | POR 4   | BRA 3   | PAC 6   | MAL 8  | AUS 9   | VAL RET |       |       | 9.   | 99   |
| 2003 | MotoGP     | Suzuki  | JPN 14  | RSA 15  | SPA 13  | FRA 16  | ITA RET | CAT INJ | NED INJ | GBR INJ | GER 15  | CZE 20  | POR 17  | BRA 17  | PAC 15  | MAL 14 | AUS 9   | VAL 11  |       |       | 19.  | 22   |
| 2004 | MotoGP     | Suzuki  | RSA Ret | SPA 8   | FRA 12  | ITA Ret | CAT 17  | NED 16  | BRA 7   | GER 8   | GBR 17  | CZE 10  | POR 14  | JPN RET | QAT -   | MAL -  | AUS -   | VAL -   |       |       | 18.  | 37   |
| 2005 | MotoGP     | Suzuki  | SPA RET | POR 12  | CHN RET | FRA 13  | ITA 15  | CAT 15  | NED 16  | USA 14  | GBR 2   | GER 11  | CZE 11  | JPN 8   | MAL 7   | QAT 11 | AUS -   | TUR -   | VAL - |       | 13.  | 63   |
| 2006 | MotoGP     | KR211V  | SPA 8   | QAT 10  | TUR 13  | CHN 13  | FRA RET | ITA 8   | CAT 3   | NED 5   | GBR 5   | GER RET | USA 4   | CZE 4   | MAL 7   | AUS 14 | JPN 9   | POR 3   | VAL 8 |       | 6.   | 134  |
| 2007 | MotoGP     | KR212V  | QAT 13  | SPA 16  | TUR 16  | CHN 15  | FRA RET | ITA 17  | CAT 16  | GBR -   | NED -   | GER -   | USA -   | CZE -   | RSM -   | POR -  | JPN -   | AUS -   | MAL - | VAL - | 24.  | 4    |